# Aes Side
Los aos sí (pronunciado [eːsˠ ˈʃiː]; en su forma más antigua aes sídhe [eːsˠ ˈʃiːə]) se refieren al término irlandés para una raza sobrenatural en la mitología irlandesa y la mitología escocesa (en la cual generalmente se escribe Sìth, pero se pronuncia igual), comparable a las hadas o elfos. 
Se dice que viven bajo tierra en montículos de hadas, al otro lado del mar occidental o en un mundo invisible que coexiste con el mundo de los humanos. Este mundo es descrito en el Lebor Gabála Érenn como un universo paralelo en el que los aos sí caminan entre los vivos. En el idioma irlandés, aos sí significa "gente de los montículos" (los montículos se conocen en irlandés como "los sídhe"). En el irlandés moderno, la gente de los montículos también es llamada daoine sídhe [ˈd̪ˠiːnʲə ˈʃiːə]. En la mitología escocesa se les llama daoine sìth. Se ha afirmado que son ancestros, espíritus de la naturaleza o que son diosas y dioses.
Algunas fuentes secundarias y terciarias en inglés, entre las que se incluyen autores reconocidos e influyentes como W. B. Yeats, se refieren a los aos sí simplemente como "los sídhe" (literalmente, "montículos").

## En el folklore gaélico

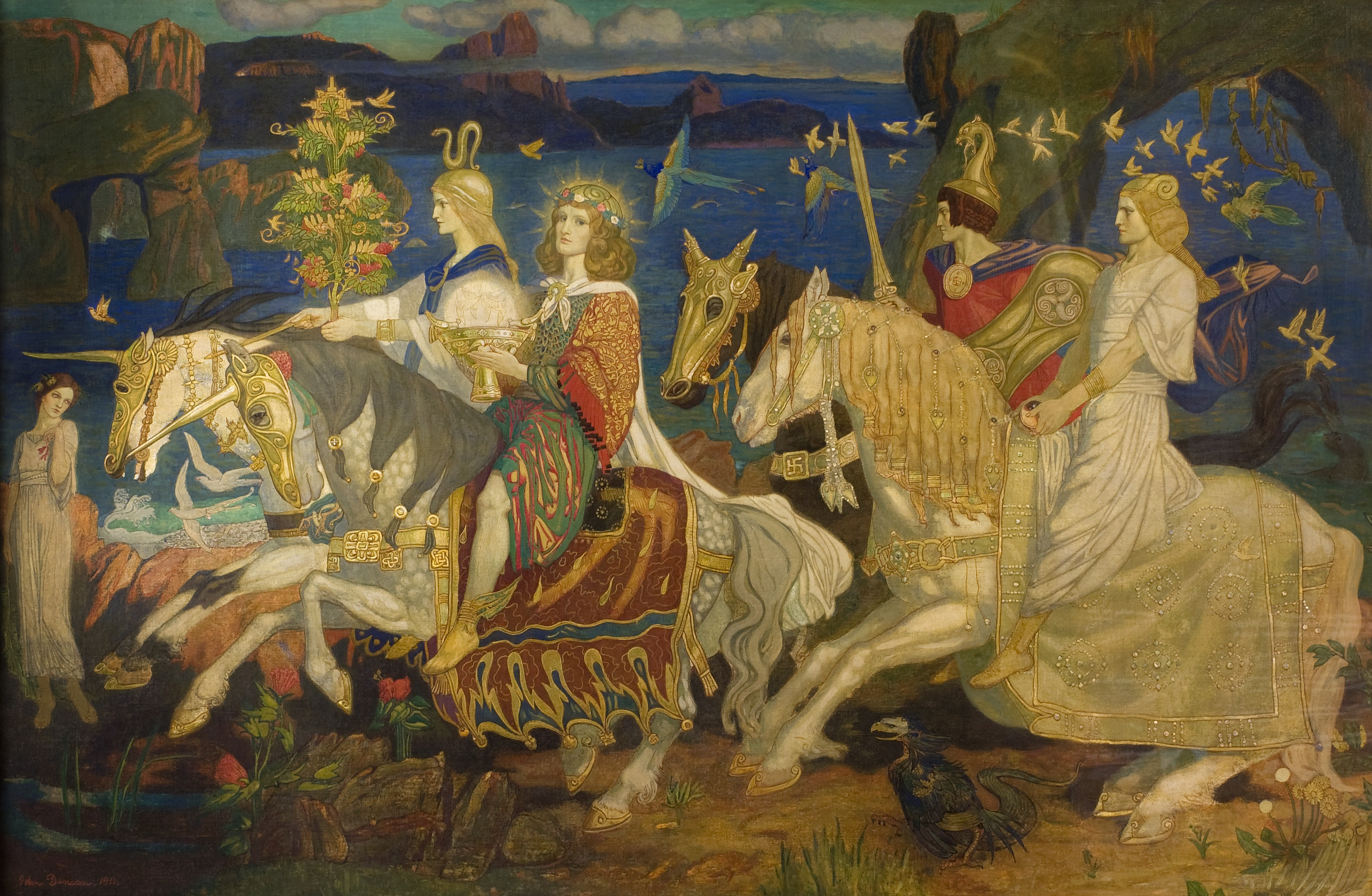
"Jinetes de los Sidhe" de John Duncan (1911).

En muchos cuentos gaélicos, los aos sí son versiones literarias y posteriores de los Tuatha Dé Danann ("El pueblo de la diosa Dana"), las deidades y ancestros deificados de la mitología irlandesa. Algunas fuentes los describen como los supervivientes de los Tuatha Dé Danann que se retiraron al Otro Mundo cuando huían de los mortales Hijos de Míl Espáine quienes, como muchos otros de los primeros invasores de Irlanda, procedían de Iberia. Como parte de los términos de su rendición a los milesianos, los Tuatha Dé Danann acordaron retirarse y vivir bajo tierra. (En interpretaciones posteriores, a cada tribu de los Tuatha Dé Danann se le dio su propio montículo). Geoffrey Keating. 
En las creencias y prácticas populares, los aos sí a menudo se apaciguan con ofrendas y se tiene cuidado de evitar enojarlos o insultarlos. Con frecuencia se evita mencionarlos directamente, y en cambio se les llama "Los buenos vecinos", "La gente hada (feérica)" o simplemente "La gente". Los nombres más comunes para ellos, aos sí, aes sídhe, daoine sídhe (singular duine sídhe) y daoine sìth significan, literalmente, "gente de los montículos" (refiriéndose al sídhe). Los aos sí son descritos generalmente como increíblemente hermosos, aunque también pueden ser terribles y horribles. 
Los aos sí son vistos como fieros guardianes de sus moradas, ya sea una colina de hadas (o feérica), un corro de brujas, un árbol especial (a menudo un espino) o un loch o bosque en particular. Se cree que infringir estos espacios hará que los aos sí tomen represalias en un esfuerzo por sacar a las personas u objetos que han invadido sus hogares. Muchas de estas historias contribuyen al mito de los niños cambiados en el folclore de Europa occidental, en este caso los aos sí aparecen secuestrando a los intrusos o reemplazando a sus hijos por niños cambiados como castigo por la transgresión. Los aos sí suelen estar asociados con determinadas épocas del año y con ciertas horas del día. En tanto se cree que el Otro Mundo gaélico se acerca al mundo mortal en las horas del anochecer y el amanecer, los aos sí se vuelven más fáciles de encontrar en estos momentos. Algunos festivales como Samhain, Beltane y las Fiestas Juninas también se asocian con los aos sí.

## Lossídhe
Los sídhe son las colinas o túmulos que salpican el paisaje irlandés. En el irlandés moderno, la palabra es sí, mientras que en gaélico escocés es sìth y en irlandés antiguo es síde y el singular es síd. En varios textos posteriores en inglés, la palabra sídhe se usa incorrectamente tanto para los montículos como para la gente de los montículos. Sin embargo, sidh en los textos más antiguos se refiere específicamente a "los palacios, patios, pasillos o residencias" de los seres del Otro Mundo que supuestamente los habitan. El hecho de que se haya descubierto que muchos de estos sídhe son antiguos túmulos funerarios ha contribuido a la teoría de que los aos sí eran los ocupantes preceltas de Irlanda. 
Otros presentan estas historias como mitología derivada de la influencia cultural griega, con argumentos que derivan principalmente del Trabajos y días de Hesíodo, que retrata el fundamento moral básico y las técnicas de plantación de los ciudadanos de Grecia y describe las razas de los hombres, creadas por las deidades griegas. Sin embargo, muchas de estas opiniones se han considerado poco probables, y la influencia puede explicarse gracias a la existencia de fundamentos morales similares que se derivan del contexto indoeuropeos de las dos culturas.

## Tipos
Las banshee o bean sídhe (del irlandés antiguo: ban síde), que significa "mujer de los sídhe", ha llegado a referirse a cualquier tipo de mujer sobrenatural de Irlanda que anuncia una muerte inminente con lamentos y plañidos. Su contraparte en la mitología escocesa es la bean sìth (a veces escrito bean-sìdh). Otras variedades de aos sí y daoine sìth incluyen a la bean nighe escocesa (una lavandera que aparece lavando la ropa o la armadura ensangrentada de la persona que está condenada a morir), la leanan sídhe (la "amante feérica"), así como el cat-sith (un gato feérico) y el cù sìth (perro feérico). 
Los sluagh sídhe, "huestes feéricas", a veces se representan en la tradición irlandesa y escocesa como una multitud de espíritus en el aire, acaso muertos malditos, malvados o inquietos. Los siabhra (escrito en inglés como "sheevra"), pueden ser un tipo de estos espíritus menores, propensos a causar males y maldades. Sin embargo, una canción popular de Úlster también usa la palabra "sheevra" simplemente para referirse a un "espíritu" o "hada".

### Lista
- Abarta
- Abhartach
- Alp-luachra
- Bean nighe/Caoineag
- Banshee
- Cait Sith
- Cù Sìth
- Clíodhna
- Clurichaun
- Dobhar-chú
- Dullahan
- Ellén Trechend
- Fachen
- Far darrig
- Fear gorta
- Am Fear Liath Mòr
- Fetch
- Fuath
- Gancanagh
- Ghillie Dhu / Gille Dubh
- Glaistig/Glashtyn
- Leanan Sídhe / Leannan Sìth
- Leprechaun
- Merrow
- Niño cambiado
- Oilliphéist
- Púca
- Sluagh

## Creideamh Sí

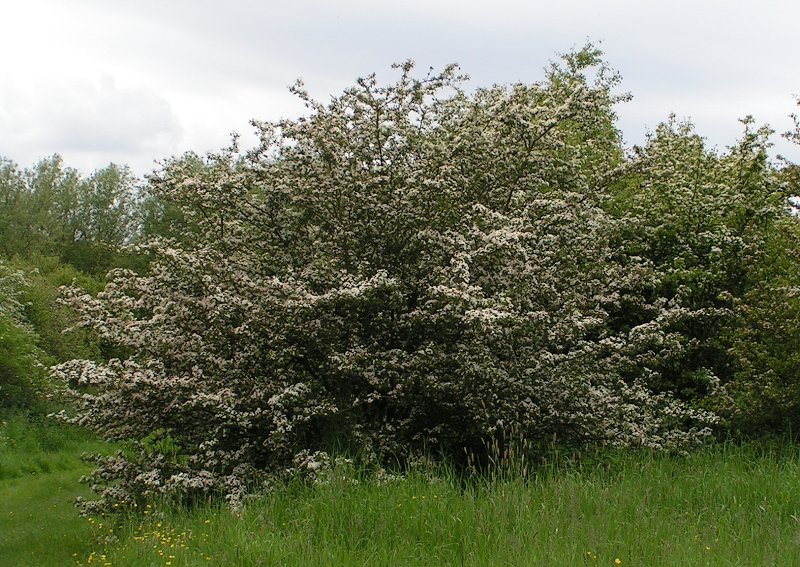
Árbol del espino, considerado en el folclore local irlandés y en el folclore celta en general como un árbol sagrado para los Aos Sí

Creideamh Sí es la palabra irlandesa para la "fe feérica", una colección de creencias y prácticas observadas por aquellos que desean mantener buenas relaciones con los aos sí y evitar enojarlos. La costumbre de ofrecer leche y alimentos tradicionales, tales como productos horneados, manzanas o bayas, a los aos sí ha sobrevivido a lo largo de la era cristiana hasta nuestros días en partes de Irlanda, Escocia y la diáspora. Aquellos que mantienen cierto grado de creencia en los aos sí también son conscientes de que deben dejar tranquilos sus lugares sagrados y protegerlos de los daños causados por la construcción de carreteras o viviendas.